# Andrea Doria (cuirassé, 1913)
Pour les articles homonymes, voir Andrea Doria (homonymie) et Andrea Doria (cuirassé).
 (juin 2015).
Si vous disposez d'ouvrages ou d'articles de référence ou si vous connaissez des sites web de qualité traitant du thème abordé ici, merci de compléter l'article en donnant les références utiles à sa vérifiabilité et en les liant à la section « Notes et références ».
L’Andrea Doria est un cuirassé de classe Andrea Doria lancé par la marine italienne durant la Première Guerre mondiale.

## Histoire
Mis en service en 1916, il fut modernisé entre 1937 et 1940, avec de nouvelles machines et superstructures. La coque fut allongée d'une dizaine de mètres et l'armement modernisé : les canons de 305 mm furent recalibrés à 320 mm ; on l'équipa d'une nouvelle artillerie moyenne et antiaérienne. Son activité pendant la guerre fut caractéristique de presque toutes les grosses unités de surface de la marine italienne ; à part quelques attaques sans succès contre des convois Britanniques, il ne participa qu'à très peu d'engagements. Après mars 1942, l’Andrea Doria ne prit plus part à aucun combat. Après la capitulation de l'Italie, il fut transféré à Malte, puis retourna en Italie en juin 1944 et servit de navire-école jusqu’à sa démolition en 1957.

## Source
- (en) Cet article est partiellement ou en totalité issu de l’article de Wikipédia en anglais intitulé « Andrea Doria-class battleship » (voir la liste des auteurs).